# Огроднічкі (гміна Супрасль)
Огроднічкі (пол. Ogrodniczki) — село в Польщі, у гміні Супрасль Білостоцького повіту Підляського воєводства.
Населення — 694 особи (2011).
У 1975-1998 роках село належало до Білостоцького воєводства.

## Історія
Село було засноване у  XVII столітті. У ньому проживали сільськогосподарські робітники.
За даними загального перепису населення 1921 року в селі було 29 будинків, проживало 200 людей (91 жінка і 109 чоловіків). Більшість його мешканців, 164 особи, визнали своє віросповідання православним, решта – римо-католицьким (32 особи) і юдаїзм (4 особи). При цьому майже всі мешканці вказали польську національність (199 осіб), білоруську – 1 особа.
У 1975–1998 роках місто адміністративно належало до Білостоцького воєводства.

## Демографія
Демографічна структура станом на 31 березня 2011 року:
|          | Загалом | Допрацездатний вік | Працездатний вік | Постпрацездатний вік |
| -------- | ------- | ------------------ | ---------------- | -------------------- |
| Чоловіки | 331     | 61                 | 243              | 27                   |
| Жінки    | 363     | 70                 | 225              | 68                   |
| Разом    | 694     | 131                | 468              | 95                   |